# Universiteit van Tromsø
De Universiteit van Tromsø (Noors: Universitetet i Tromsø) is een openbare universiteit gelegen in Tromsø, Noorwegen. Het is de meest noordelijk gelegen universiteit ter wereld.
De universiteit werd opgericht in 1968, en officieel geopend in 1972. Het is een van de acht universiteiten van Noorwegen. Tevens is de universiteit het grootste onderzoeks- en leerinstituut in het noorden van Noorwegen. De ligging maakt het een geschikte locatie voor het bestuderen van het lokale milieu, de cultuur en de gemeenschap.

## Achtergrond
De activiteiten van de universiteit draaien vooral om onderzoek naar het poollicht, ruimtewetenschap, Fishery science, Biotechnologie, taalkunde, Multi-culturele samenleving, Saami cultuur, Telegeneeskunde, sociale geneeskunde en een groot aantal onderzoeken naar het poolgebied. Dat laatste wordt gesteund door het nabijgelegen Noorse Poolinstituut, het Noorse Instituut voor Marine-onderzoek en het Polar Environmental Centre.
De twee raven in het logo van de universiteit zijn Huginn en Muninn, de twee raven van Odin uit de Noorse Mythologie.

## Faculteiten
- Faculteit geesteswetenschappen
  - Centrum geavanceerde studies in theoretische taalkunde.
  - Departement cultuur en letteren.
  - Departement taal en taalkunde.
- Faculteit rechtsgeleerdheid
- Faculteit geneeskunde
  - Departement klinische geneeskunde
  - Departement volksgezondheid
  - Departement tandheelkunde
  - Departement medische biologie
  - Departement farmacie
- Faculteit wetenschap
  - Departement biologie
  - Departement scheikunde
  - Departement computerwetenschappen
  - Departement geologie
  - Departement wiskunde
  - Departement statistieken
  - Departement natuurkunde
  - Tromsø Geofysische Observatorium
  - Centrum voor theoretische en computer scheikunde
- Faculteit sociale wetenschappen
  - Departement archeologie
  - Departement pedagogiek
  - Departement geschiedenis
  - Departement planning
  - Departement politieke wetenschappen
  - Departement psychologie
  - Departement sociale antropologie
  - Departement sociologie
- Norwegian College of Fishery Science